# Anarbor
Anarbor est un groupe américain de rock alternatif, originaire de Phoenix, en Arizona. Formé en 2003, le groupe est composé du chanteur et bassiste Slade Echeverria, le guitariste Mike Kitlas, et le batteur Greg Garrity. Initialement connu sous le nom Troop 101, le groupe change plus tard son nom pour Anarbor. Le groupe compte au total cinq EP, et trois albums studio, le dernier étant Anarbor en 2016.

## Biographie

### Débuts (2003–2008)
Le groupe est initialement formé en 2003 sous le nom de Troop 101, à Phoenix, en Arizona. Le groupe commence à jouer ensemble dans le garage de Garrity au début de 2003. Ils jouent leur premier spectacle le 17 juillet 2003 au Skateland, à Chandler, en Arizona. Peu de temps après le premier spectacle du groupe, il s'y ajoute le bassiste Jess Myers. Le groupe continue à jouer partout dans la région de Phoenix tout au long de leurs années de lycée. En décembre 2004, le groupe entre en studio avec le producteur Matt Grabe pour enregistrer leur premier EP, You Brought this on Yourself, qui est publié localement en mai 2005.
En avril 2008, le groupe signe à Hopeless Records, pendant leurs études à l'école secondaire en Arizona. Leur EP auto-produit, Hearing Colours, Seeing Sounds, est publié numériquement en mars 2008, et culmine à la 62e place de la liste des top albums d'Amazon. En juin 2008, Anarbor part en tournée à travers la côte ouest et du Midwest avec The Summer Set and Eyes Alaska. Leur premier album, The Natural Way, est sorti le 19 août 2008. Les quatre chansons numériques communiquées font leurs débuts au sixième sur le Billboard Singles Chart Album Top. En octobre 2008, Jess Myers annonce son départ de la bande, en raison de tournées excessive et son intérêt pour aller au collège.

### The Words You Don't Swallow(2009–2012)
De février à avril 2009, Anarbor part en tournée avec Take Action Tour with Cute Is What We Aim For, Meg et Dia, Breathe Carolina, et Every Avenue. Une version acoustique de la chanson Passion for Publication est apparue dans la compilation Take Action! Volume 9. Le groupe sort Free Your Mind le 10 mars 2009, le premier album du groupe publié par un label. Avec le succès très attendu, plusieurs chansons sont reconnues du Billboard 200. En mai et juin 2009, Anarbor tourne avec acte principal Forgive Durden et You, Me, and Everyone We Know. En été 2009, ils étaient en tournée avec The Cab, The Summer Set and Eyes Alaska et The Secret Handshake sur le What Happens in Vegas Tour. À la fin de l'été 2009, ils ont également assisté au Warped Tour pendant quatre jours en juillet. En octobre 2009, ils partent en tournée avec Straylight Run, Lydia, et Camera Can't Lie. Entre septembre et octobre 2009, de la fin septembre jusqu'au début octobre, Anarbor part en tournée avec The Almost, This Providence, et The Dares.
Le 20 avril 2010, le groupe sort son premier album studio, intitulé The Words You Don't Swallow qui se classe 50e du Billboard Independent Albums et 16e des Heatseekers. En hiver 2010, Anarbor rejoint The Boys Friday Night, de The Ready Set, The Bigger Lights et les Great Big Planes à la tournée Once Hit It Your Tour Lips. Été 2010, Anarbor part sur le Beyond the Blue Tour au Japon avec Valencia, There for Tomorrow, et Artist vs. Poet. Le groupe était sur le chemin de leur premier spectacle à Osaka, mais le batteur Greg Garrity est tombé et s'est cassé la mâchoire sur une aire de repos. Le groupe a dû annuler le reste des dates de tournée et a dû retourner aux États-Unis. Toujours en été 2010, Anarbor était sur tous les Warped Tour. Au printemps 2010, Anarbor rejoint This Providence, The Audition, et The Bigger Lights sur le Bout Time Tour Damn, puis le Give It a Name in the UK avec The Swellers. En automne 2010, Anarbor part en tournée avec VersaEmerge pour le Vultures Unite Tour. Au printemps 2011, Anarbor part en tournée avec The Rocket to the Moon, Valencia, Runner Runner, et Go Radio pour le On Your Side Tour.
En été 2011, Anarbor part sur le Zumiez Couch Tour pour dix dates avec Forever The Sickest Kids. Le 8 mars 2011, le groupe sort un EP de reprises et remixes intitulé The Mixtape. En été 2011, Anarbor tourne avec Valencia, Conditions, NGHBRS, Mayday Parade, We the Kings; et The Downtown Fiction. En hiver 2012, Anarbor part en tournée avec Mayday Parade, We The Kings et The Downtown Fiction pour le End of the World Tour 2012.

### BurnoutetAnarbor(depuis 2013)
Anarbor publie son nouvel album, Burnout, en 2013, chez Hopeless Records. En été 2013, Anarbor joue le Warped Tour. En février 2014, Anarbor joue quatre dates avec Artist vs. Poet en Californie et en Arizona.
En juillet 2016 sort l'éponyme album, Anarbor,,. En novembre 2016, Anarbor joue aux États-Unis avec Emarosa et Cold Collective. En juillet 2017, Anarbor tourne en tête d'affiche sur la côte ouest, et le Midwest avec Sundressed. 

## Télévision
La chanson Let the Games Begin est présentée dans un épisode de la série de MTV Laguna Beach : The Hills. En outre, la chanson est en vedette quotidiennement sur ESPN spectacle top-rated Sports Center. Anarbor est choisi pour écrire et enregistrer la chanson thème du film Scooby-Doo : Le mystère commence, qui doit sortir en septembre 2009. Ils filment une vidéo de la chanson You and I, qui est diffusée sur le Cartoon Network; qui met en valeur la mélodie. You and I est présenté sur Cartoon Network pour le film Scooby-Doo : Le mystère commence, comme une vidéo de musique commerciale. Let the Games Begin est également choisie pour être la chanson thème de Good Day LA, un talk-show nationale, diffusé depuis Los Angeles.
Let the Games Begin est également présenté sur le salon NFL coup d'envoi, sur la chaîne NBC, lors d'une récapitulation de la saison 2008-2009. Let the Games Begin est également en vedette dans l'épisode Boards of Glory dans Stoked, un dessin animé canadien à succès sur Télétoon. Let the Games Begin est la chanson thème de la MLB network countdown.
Anarbor concourt pour la comédie de MTV Silent library qui a d'abord été diffusé le 21 juin 2010. Always Dirty, Never Clean est présenté dans le premier épisode de la saison deux de Jersey Shore. Passion for Publication et Let the Games Begin sont également présentés dans le 4e épisode de la saison 2 de Jersey Shore. Anarbor est présenté dans l'émission de MTV 10 on Top qui a d'abord été diffusé le 2 avril 2011.

## Membres

### Membres actuels
- Slade Echeverria - guitare solo (depuis 2003), basse (depuis 2008)
- Adam Juwig - guitare solo, chœurs (2003-2012, depuis 2014)

### Membres de tournée
- Daniel Stravers - guitare, chant (2016)
- Tyler Hedstrom - batterie, percussions (2017)

## Anciens membres
- Jess Myers - guitare basse (2003-2008)
- Dave Melillo -  guitare (2012-2013)
- Mike Kitlas - guitare, chant
- Greg Garrity - batterie, percussions (2003-2013, 2014)

## Discographie

### Albums studio
- 2010 : The Words You Don't Swallow
- 2013 : Burnout
- 2016 : Anarbor

### EP
- 2005 : You Brought this On Yourself
- 2008 : Hearing Coulours, Seeing Sounds
- 2008 : The Natural Way
- 2009 : Free Your Mind
- 2011 : The Mixtape

### Single
- 2012 : Let the Games Begin (feat. Danrell)